# Ursula Schalück-Nickel

Ursula Schalück-Nickel

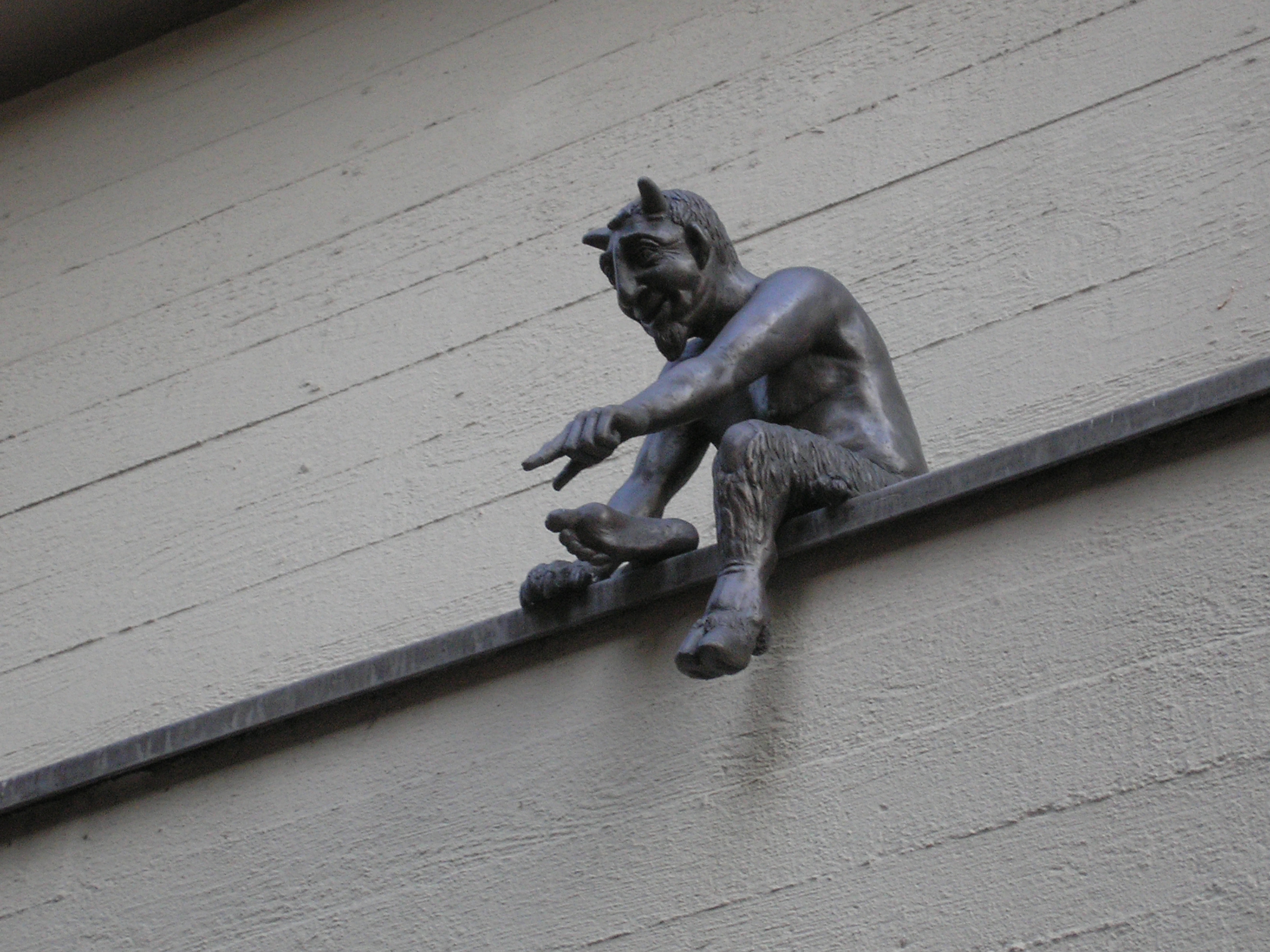
Teufelchen, Bronze, 2006

Ursula Schalück-Nickel (* 9. Juli 1956 in Gütersloh) ist eine ehemalige deutsche Leichtathletin.
Sie gewann 1976 bei den Deutschen Hallenmeisterschaften über 60 Meter Hürden in 8,22 s. Bei den Halleneuropameisterschaften im gleichen Jahr belegte sie den vierten Platz.  1976 und 1977 wurde sie bei den Deutschen Meisterschaften jeweils Zweite über 100 Meter Hürden.  Bei der Universiade 1977 in Sofia erreichte sie Rang sieben und wurde zur "Miss Universiade" gekürt. Ihre persönliche Bestleistung über 100 Meter Hürden liegt bei 13,26 s.
Sie beendete 1978 mit 22 Jahren verletzungsbedingt ihre Karriere. 
Ursula Schalück-Nickel hat einen Sohn und ist mit dem ehemaligen Hürdenläufer Günther Nickel verheiratet. Heute ist sie als Künstlerin tätig und gestaltet Bronze-Skulpturen. 
Bei einer Größe von 1,72 m hatte sie ein Wettkampfgewicht von 63 kg.

## Vereine
- OSC Thier-Dortmund, ASV Köln.